# 치리키흙파는쥐
치리키흙파는쥐 또는 치리키주머니고퍼(Orthogeomys cavator)는 흙파는쥐과에 속하는 설치류의 일종이다. 코스타리카와 파나마에서 발견된다.

## 특징
몸길이는 약 25cm이고 몸무게는 650g이다. 수컷이 암컷보다 크다. 털은 검은 갈색을 띤다.

## 분포 및 서식지
중앙아메리카 코스타리카 남부와 파나마 서부의 해발 2,400m 이하에서 발견된다. 주로 농경지에서 발견된다. 코스타리카의 다른 종(체리흙파는쥐와 이라수흙파는쥐)과 분포 지역이 겹치지 않는다.